# Century Media Records
Century Media Records is een Duits muzieklabel dat zich specialiseert in heavy metal. Het label werd in Dortmund opgericht in 1988 en in 2015 overgenomen door Sony Music Entertainment voor 17 miljoen dollar.

## Geschiedenis
Century Media werd in 1988 opgericht door Robert Kampf en Oliver Withöft in Dortmund. Sindsdien hielp het bands zoals Arch Enemy, Napalm Death, Queensrÿche, Grave, Samael, Tiamat, Unleashed, Asphyx enz. met het lanceren van hun muzikale carrière. Het label specialiseert zich in vele verschillende subgenres van heavy metal, waaronder death metal, deathcore, extreme metal, hardrock en hardcore punk. Ondanks Century Media een Duits muzieklabel is, heeft het ook een grote aanwezigheid in Amerika. Zo beheren ze er de licenties voor Europese labels.

### Century Black
Rond midden tot eind jaren 1990 werd met Century Black een imprint opgericht met als doel de "Miramax Films van Black Metal" te worden. Zo bracht het label blackmetalalbums opnieuw uit die bijna onmogelijk te vinden waren in de Amerikaanse markt. Zo bracht Century Black er albums uit van o.a. Mayhem, Gorgoroth, Rotting Christ en Emperor.
Century Black werd opgericht door Rayshele Teige, die de A&R op zich nam. Eerder was hij ook al aan de slag als publiciteitsagent voor Century Media en was hij al verantwoordelijk voor de distributie in Amerika voor Osmose Productions. Later ging hij aan de slag in het Amerikaanse kantoor van Prohpecy Productions. Century Black werd in 2000 opgedoekt nadat meerdere artiesten tekende bij andere Amerikaanse platenlabels, of Century Media Records en zo dus onderdeel werde van de "Century Family".

### Abacus Recordings
Abacus Recordings was een imprint die opgericht werd in 2002. Het werd geleid door Robert Kampf en tekende vooral metalcorebands. Midden jaren 2000 ging Abacus onafhankelijk, waarna het in juli 2007 de boeken sloten, waarna sommige bands naar Century Media gingen.

### Another Century
In augustus 2014 richtte Robert Kampf een nieuwe imprint op dat zich focuste op hardrock. Ondanks het onderdeel is van Century Media, zou het zich distantiëren door zich te ontwikkelen als een hardrocklabel. Kampf vertelde dat zijn onsterfelijke liefde voor rock leidde tot de oprichting van Another Century. Hij hoopt dan ook dat hij kan helpen met de ontwikkeling en doorbraak van de beste bands in rock. Na de oprichting werden Fozzy & Adrenaline Mob opgelijst op de artiestenlijst van de website van het label. Ook tekende bands zoals New Years Day, XO Stereo, Like a Storm, Awaken Empire en Stitched Up Heart bij het label.

### Overname door Sony Music Entertainment
Eind augustus 2015 werd bekendgemaakt dat Sony Music Entertainment het totale aandelenpakket van Century Media heeft overgenomen. Sony Music zou daarvoor $ 17 miljoen hebben neergeteld. Century Media blijft wel onafhankelijk handelen binnen Sony Music. Deze overname behelsde ook alle in-house labels, zijnde:
- InSideOut
- People Like You Records
- Another Century
- Superball Music
- Siege of Amida Records

## Spotify-controverse
In augustus 2011 haalde Century Media alle muziek van hun artiesten van Spotify "om de belangen van hun artiesten te beschermen". Onlineblog MetalSucks bekritiseerde het label hiervoor in een blogbericht, waarop het label reageerde via een mail waarin ze hun beslissing verdedigen. Uiteindelijk besliste het label een jaar later om hun catalogus terug op Spotify te zetten na "indrukwekkende debatten en berichten van fans" en discussies met Spotify.

## Overlijden Oliver Withöft
Op 21 januari 2014 werd bekendgemaakt dat mede-eigenaar Oliver Withöft was overleden na een lange periode van ziekte.